# Mecynargus asiaticus
Mecynargus asiaticus là một loài nhện trong họ Linyphiidae.
Loài này thuộc chi Mecynargus. Mecynargus asiaticus được Andrei V. Tanasevitch miêu tả năm 1989.